# Ahn Hyun-min
Ahn Hyun-min (* 27. September 1986 in Seoul) ist ein ehemaliger südkoreanischer Eishockeyspieler, der zuletzt bis 2018 bei High1 in der Asia League Ice Hockey unter Vertrag stand.

## Karriere
Ahn Hyun-min begann seine Karriere als Eishockeyspieler in der Mannschaft der Kwangsung Highschool. Später spielte er für die Mannschaft der Korea University. 2009 wechselte er zu High1 in die Asia League Ice Hockey. 2013 verließ er das Team aus Chuncheon und schloss sich Daemyung Sangmu, der neu gegründeten dritten südkoreanischen Mannschaft in der Asia League Ice Hockey an. Nach zwei Spielzeiten dort, kehrte er 2015 zu High1 zurück, wo er 2018 seine Karriere beendete.

### International
Für Südkorea nahm Ahn Hyun-min an der U18-Weltmeisterschaft 2004 in der Division I teil.
Bei der Weltmeisterschaft 2009 der Division II ab Ahn sein Debüt in der südkoreanischen Herren-Mannschaft Und stieg mit der Mannschaft beim Turnier in Sofia in die Division I auf. 2010, 2011, 2012, 2013 und 2014 vertrat er Südkorea in der Division I.
Bei den Winter-Asienspielen 2011 konnte er mit Südkorea die Bronzemedaille hinter Kasachstan und Japan gewinnen. Zudem vertrat er seine Farben in der Qualifikation für die Olympischen Winterspiele 2014.

## Erfolge und Auszeichnungen
- 2009 Aufstieg in die Division I bei der Weltmeisterschaft der Division II, Gruppe B
- 2011 Bronzemedaille bei den Winter-Asienspielen
- 2012 Aufstieg in die Division I, Gruppe A, bei der Weltmeisterschaft der Division I, Gruppe B

## Asia-League-Statistik
Stand: Ende der Saison 2017/18